# Habenaria limprichtii
Habenaria limprichtii är en orkidéart som beskrevs av Rudolf Schlechter. Habenaria limprichtii ingår i släktet Habenaria och familjen orkidéer. Inga underarter finns listade i Catalogue of Life.